# 潘瑟瓦利 (密蘇里州)
潘瑟瓦利（英語：Panther Valley）是位於美國密蘇里州韋伯斯特縣的非建制地區。

## 歷史
潘瑟瓦利的郵局於1856年設立，其後於1888年停運。

## 地理
潘瑟瓦利所處的海拔為高於海平面416米（即1365英呎），而該地所採用的時區為UTC-6，即北美中部時區（CST）。同時該地設有夏令時間，為UTC-6調快一小時，即UTC-5（CDT）。